# Петровская волость (Егорьевский уезд)
Петровская волость — волость в составе Егорьевского уезда Рязанской губернии, существовавшая до 1922 года.

## История
Петровская волость существовала в составе Егорьевского уезда Рязанской губернии. Административным центром волости была деревня Петровская. В 1922 году Егорьевский уезд был включен в состав Московской губернии.
22 июня 1922 года волость была упразднена, селения волости присоединены к Красновской волости.

## Состав
На 1885 год в состав Петровской волости входило 3 села и 18 деревень.
| Вид     | Наименование          | Население, чел. (1885 год) | Население, чел. (1905 год) |
| ------- | --------------------- | -------------------------- | -------------------------- |
| деревня | Петровская            | 596                        | 744                        |
| деревня | Андреевские выселки   | 172                        | 245                        |
| деревня | Левошево              | 317                        | 380                        |
| деревня | Грибчиха              | 490                        | 562                        |
| деревня | Белавино              | 774                        | 889                        |
| село    | Васютино              | 579                        | 638                        |
| деревня | Гавриловская          | 81                         | 102                        |
| деревня | Алексино              | 137                        | -                          |
| деревня | Иванцева              | 177                        | 211                        |
| деревня | Митинская             | 582                        | 744                        |
| деревня | Чукаево               | 281                        | 331                        |
| деревня | Халтурино             | 481                        | 559                        |
| деревня | Аксеново              | 386                        | 474                        |
| деревня | Софряково             | 322                        | 418                        |
| деревня | Малое Алексино        | 83                         | 118                        |
| деревня | Лузгарино             | 278                        | 875                        |
| деревня | Деревнищи             | 177                        | 215                        |
| деревня | Бармусово             | 434                        | 557                        |
| деревня | Аринино               | 293                        | 394                        |
| село    | Погост Преображенский | 42                         | 33                         |
| село    | Ново-Покровское       | 55                         | 52                         |

## Землевладение
Население составляли 19 сельских общин. Общины принадлежали к разряду государственных крестьян. Все общины, кроме одной, имели общинную форму землевладения. 16 общин делили землю по ревизским душам. Луга делились в основном ежегодно.
Домохозяева, имевшие арендную землю, составляли около 50 % всего числа домохозяев волости.

## Сельское хозяйство
Почва была песчаная, местами глинистая или иловатая. Хороших лугов было мало, в основном лесные, иногда болотистые. Лес больше дровяной, в 4 общинах был строевой, а в одной общине его вовсе не было. Крестьяне сажали рожь, гречиху и картофель. Овёс не сеяли. Топили из собственных лесов, но в некоторых общинах дрова покупали.

## Местные и отхожие промыслы
Основной местный промысел — ткание нанки и мотание бумаги на шпули. В 1885 году местными промыслами занимались 921 мужчина и 1151 женщина. Из них 504 мужчины и 848 женщин ткали нанку, 138 мужчин и 240 женщин мотали шпули. Кроме того 124 мужчины и 52 женщины занимались различными мастерствами или работали на фабриках. Также 392 семьи занимались собиранием грибов и ягод, 33 семьи имели свои хмельники, некоторые ловили рыбу или драли ивовое корье.
Отхожими промыслами занимались 788 мужчин и 55 женщин. Большинство из которых были торговцы (372 человека) и плотники (112 человек). Уходили в основном в Московскую губернию.

## Инфраструктура
В 1885 году в волости имелось 7 спичечных фабрик, 2 столярных заведения, 4 токарных мастерских, 1 мастерская для выделки спичечной соломы, 1 бумагокрасильня, 1 ветряная мельница, 4 рушалки, 1 крупошалка, 4 кузницы, 13 питейных и трактирных заведений, 2 чайных и 1 мелочная лавка, 11 амбаров для продажи съестных продуктов. керосина и дёгтю. В волости имелось 4 школы, из которых три земские — в деревне Петровской и в сёлах Спас-Святоозере и Васютине, и одна церковно-приходская в селе Ново-Покровском.